# 弗雷德里克·布朗
弗雷德里克·布朗（1906年10月29日—1972年3月11日）是一位美国科幻、奇幻与神秘小说作家。布朗以幽默的运用和对1到3页的“短篇”故事的熟练掌握而闻名，这些故事通常有巧妙的情节设计和出人意料的结尾幽默和一种有点后现代主义的观点也延续到了他的小说中。他的一个故事《竞技场》被改编为美国电视剧《星际迷航》的一集。
据他的妻子说，弗雷德里克·布朗讨厌写作，所以他想尽一切办法避开它，他会吹笛子，挑战朋友下象棋，或者戏弄他的暹罗猫明塔尔。如果布朗在编一个故事时遇到困难，他会跳上长途汽车，坐在那里思考和构思好几天当布朗最终回到家，坐在打字机前，他创作了各种类型的作品：神秘小说、科幻小说、短篇幻想小说、黑色喜剧等等。

## 作品
布朗出生在辛辛那提，他从1936年开始向美国杂志出售神秘短篇小说。他的第一部科幻小说《还没有结束》发表在1941年冬季出版的《未来船长》杂志上。
他的科幻小说《疯狂的宇宙》（1949）是对粗俗的科幻故事惯例的模仿，《火星人，回家》（1955年）既是一场广泛的闹剧，也是对人类弱点的讽刺，这是从亿万嘲弄、坚不可摧的火星人的眼中看出来的，他们的到来不是为了征服世界，而是为了让世界疯狂。
《星光当空》（1952年）讲述了一位年迈的宇航员在国会切断其太空计划的资金后，试图让他心爱的太空计划重回正轨的故事。
微型小说《业余爱好者》（1961）讲述了一个名叫桑斯特罗姆的人，他正在绝望地寻找一种无法察觉的毒药，但最终得到的却超出了他的预期。
短篇小说《竞技场》被用作《星际迷航》原系列同名剧集的基础。它也被改编成1973年的漫威漫畫的《未知世界》第4期。
布朗的第一部神秘小说《神奇的克利普接头》获得了愛倫·坡獎，它开始了由艾德和安布罗斯·亨特（Ambrose Hunter）為主角的系列小说，描写了一个年轻人在叔叔的监护下逐渐成长为一名侦探的过程，这位叔叔是一位前私家侦探，现在是一家嘉年华特许公司。
他的许多书在结尾的“直接”解释之前利用了超自然或神秘的威胁。例如，《贾伯沃克之夜》是一个幽默的故事，讲述了一个小镇报纸编辑一生中不平凡的一天。
《尖叫的咪咪》（1958年由安妮塔·埃克伯格和盖德·奥斯瓦尔德主演，盖德·奥斯瓦尔德执导，他还执导了《奇幻人間》的“娱乐与游戏”（Fun and Games）一集，该集的情节与布朗的短篇小说《竞技场》（Arena）相似）和《天涯何处》（Far Cray）都是令人想起康奈尔·伍尔里奇。《这头宽大的野兽》试验了多种第一人称观点，其中包括一个温和、宗教色彩浓厚的连环杀手，并考察了美国亚利桑那州白人和拉丁裔之间的种族紧张关系。《接下来是一支蜡烛》，它以直接的叙述部分讲述，与广播脚本、剧本、体育节目、电视剧、舞台剧和报纸文章交替出现。

## 影响
他的短篇小说《竞技场》被美國科幻和奇幻作家協會评为1965年前20部科幻小说之一。菲利普·狄克将他1945年的短篇小说《waveries》描述为“科幻小说迄今为止最具意义的故事”；《罗伯特·科诺格》的开头本身就是一个完整的两句话短篇小说。
布朗是羅伯特·海萊因的《异乡异客》的三个受奉献者之一（另外两个是罗伯特·科诺格和菲利浦·荷西·法默）。
作家斯蒂芬·金在其非小说类书籍danse macabre（1981）中，对1950年以来的恐怖类型进行了一次调查，其中包括了当时“大约100本”有影响力的书籍的附录：弗雷德里克·布朗的短篇小说集《噩梦和鹅堆》，而且，星号被选为“特别重要”的作品之一。
布朗的短篇小说《自然》改编成了吉列尔莫·德尔托罗导演的短片《几何》另一个短篇小说《最后的火星人》被改编成緊張大師精選的一集《人类兴趣故事》。
在亚马逊改编的菲利普·K·迪克的《高堡奇人》第三季的第三集中，当被告知世界间旅行的可能性时，奥伯斯特格鲁宾夫·史密斯（Oberstgruppenführer Smith）说，“这就像是弗雷德里克·布朗（Fredric Brown）的作品”，这意味着布朗的作品在前美国的德军占领区广为人知。
他的小说《星光当空》被2007年动画《天元突破 紅蓮螺巖》所採用，作為最后一集標題。

## 外部連結
- Fredric Brown的作品  - 古騰堡計劃
- 互联网档案馆中弗雷德里克·布朗的作品或与之相关的作品
- 來自弗雷德里克·布朗的LibriVox公共領域有聲讀物
- Earthmen Bearing Gifts （页面存档备份，存于）, a short science fiction story from 1960
- Fredric Brown's The Weapon, Mind Webs, WHA radio, 1977